# 와타나베 다이스케 (배우)
와타나베 다이스케(일본어: 渡辺大輔, 1982년 11월 6일 ~ )는 일본의 배우이다.

## 출연 작품

### 드라마
- 울트라맨 메비우스